# Комсомольский (Рамонский район)
Комсомо́льский — посёлок в Рамонском районе Воронежской области.
Административный центр Комсомольского сельского поселения.

## История
Первый населённый пункт здесь был основан в 1828 году мичманом Н. А. Буниным и получил название Бунин Колодец по вырытому глубокому колодцу. 
Позднее владельческий хутор Бунино принадлежал Ольденбургской Ея Императорского Величества Евгении Максимилиановне. 

## Население
| 2010 |
| ---- |
| 926  |

## География

### Уличнаhttps://alegri.ru/astrologija/goroskop/goroskop-na-2022-god/vostochnyi-goroskop-na-2022-god.htmlя сеть
| - ул. Березовая, - ул. Веселая, - ул. Дачная, - ул. Дорожная, - ул. Зелёная, - ул. Кольцовская, - ул. Полевая, - ул. Садовая, | - ул. Солнечная, - ул. Студенческая, - ул. Цветочная, - ул. Центральная, - ул. Школьная, - ул. Южная, - пер. Больничный, - пер. Черемушки. |